# Herbert Peter (Politiker)
Herbert Peter (* 8. März 1921 in Gablonz; † 5. Februar 2000 in Miltenberg) war ein hessischer Politiker (NPD) und Abgeordneter des Hessischen Landtags.

## Ausbildung und Beruf
Herbert Peter besuchte fünf Jahre die Volksschule, vier Jahre die Bürgerschule und drei Jahre Staatsfachschule für Kunstgewerbe. Anschließend arbeitete er als Graveur.

## Politik
Herbert Peter trat 1959 in die DRP ein und war Mitglied im DRP-Kreisvorstand Frankfurt am Main und 1962 Mitglied im DRP-Landesvorstand Hessen. 1964 war er Gründungsmitglied der NPD und dort Mitglied des NPD-Kreisvorstandes Frankfurt am Main. Zur Bundestagswahl 1965 trat er erfolglos als Wahlkreiskandidat im Bundestagswahlkreis Frankfurt am Main III an. Zur Landtagswahl in Hessen 1966 war er Wahlkreiskandidat im Wahlkreis 34 und wurde über die NPD-Landesliste in den Hessischen Landtag gewählt, dem er vom 1. Dezember 1966 bis zum 30. November 1970 angehörte.